# نو أسود
النوّ الأسود أو النوّ أبيض الذيل هو نوع من الماشية من عائلة البقريات تنتمي إلى جنس النوّ، تعيش في قطعان كبيرة كمثيلتها النو الأزرق في جنوب أفريقيا.

## اقرأ كذلك
- قائمة مزدوجات الأصابع حسب العدد